# Крайстчерчська ратуша
Крайстчерчська ратуша, з 2007 року офіційно відома як Крайстчерчська ратуша виконавських мистецтв, відкрита в 1972 році, є Крайстчерчем, головним центром виконавських мистецтв Нової Зеландії. Вона розташована у центрі міста на березі річки Ейвон з видом на площу Вікторії, навпроти колишнього місця зруйнованого конференц-центру Крайстчерча . Через значні пошкодження, заподіяні під час землетрусу в Крайстчерчі в лютому 2011 року, він був закритий до 2019 року.  Співробітники ради спочатку рекомендували знести всі зали, крім головної, але на засіданні в листопаді 2012 року депутати проголосували за відновлення всього залу.  У 2020 році ратушу взяли на облік як пам’ятку І категорії.

## Історія
Перша  Крайстчерчська Ратуша була побудована на розі Герефорд-стріт і Соборної площі, звідки можна було дивитися на Самнер-роуд (згодом перейменована на Хай-стріт). Веранду використовували як місце проведення виборів. 
У 1920 році в Крайстчерчі точилися дискусії щодо відповідного місця для ратуші. Кентерберійська ліга прогресу розглянула варіанти, і віддали перевагу ділянці між вулицями Коломбо, Кілмор-стріт і річкою Ейвон. Запитали про думку провідних архітекторів міста, і всі вони погодилися, що з різних варіантів цей об’єкт кращий.  Архітектор Сесіл Вуд у письмовій формі звернувся до тодішнього мера Генрі Текера, пропонуючи розширити територію, що розтагована на північ, закривши Кілмор-стріт. Це місце, яке зрештою було обрано для ратуші (на південь від Кілмора) і конференц-центру Крайстчерча (на північ від Кілмора), але вулиця залишилася відкритою.  

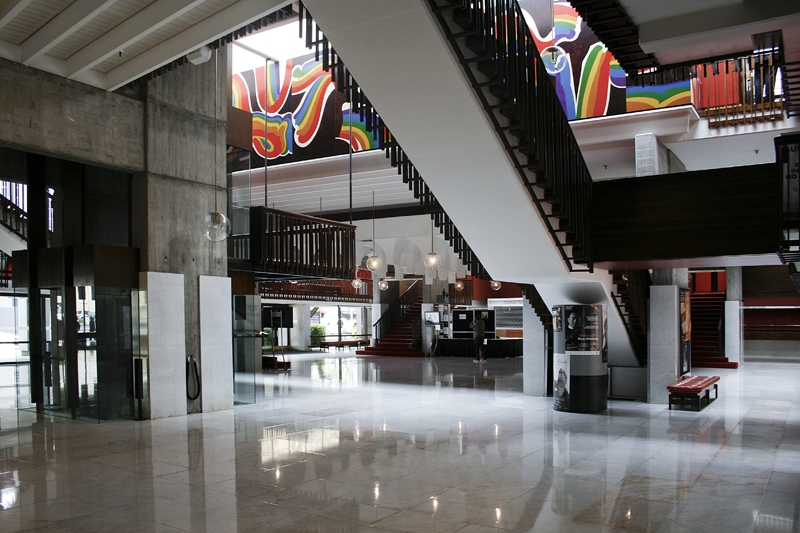
Фойє Крайстчерчської ратуші

Нинішня будівля була частиною передбачуваного громадського центру Крайстчерча. Частина I, ратуша Крайстчерча, була відкрита 30 вересня 1972 року генерал-губернатором сером Денісом Бланделом . Проект здійснювався тодішніми шістьма столичними територіальними органами місцевого самоврядування, тобто Міська рада Крайстчерча, ради округів Папаруа та Хіткот, ради районів Ріккартон і Літтелтон і районна рада Ваймайрі.  П’ять із цих місцевих органів влади були об’єднані в ході реформ місцевого самоврядування 1989 року, і Літтелтон став частиною Крайстчерча в березні 2006 року, отже міська рада Крайстчерча несе виключну відповідальність за місце проведення.

## Опис

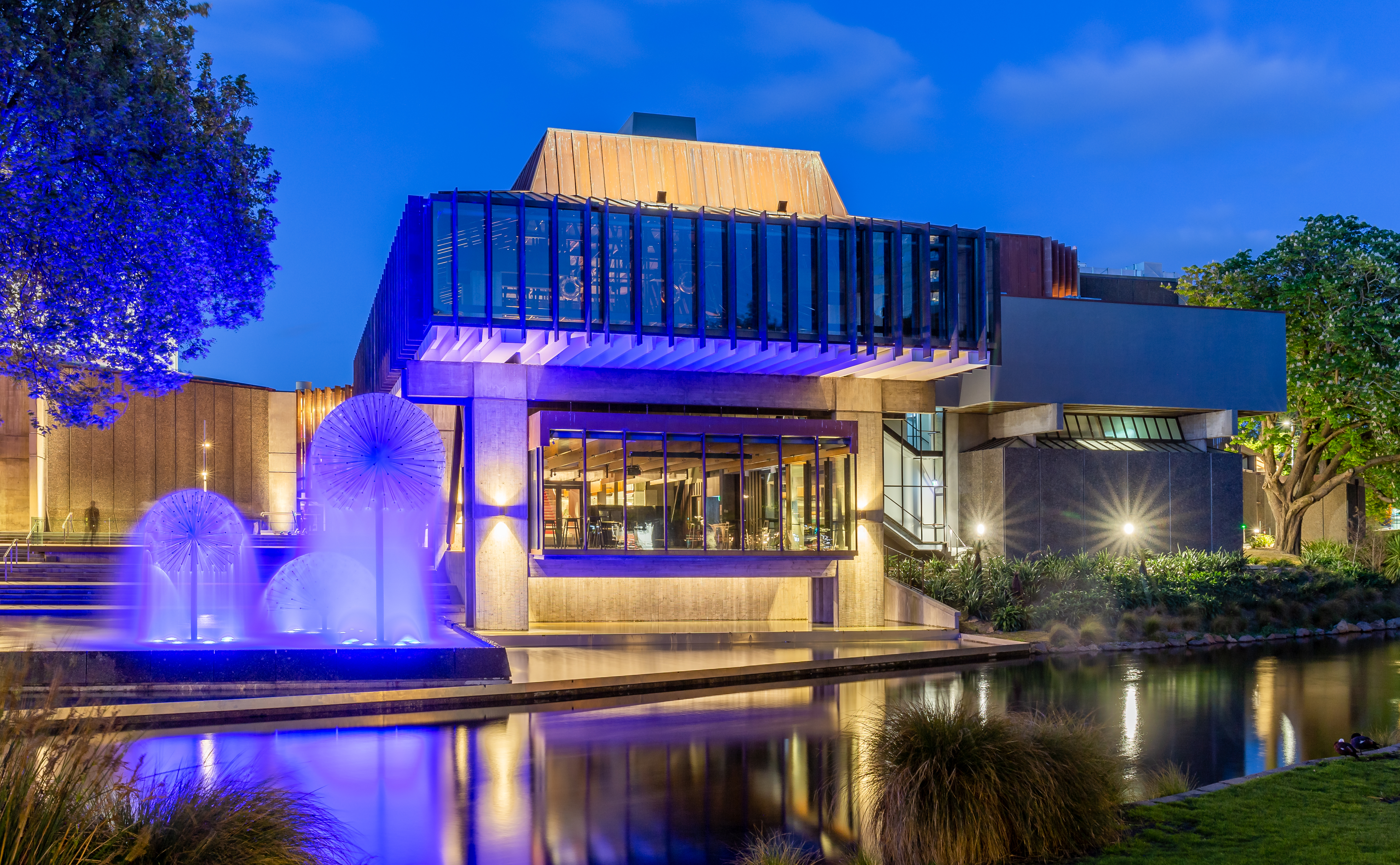
Ратуша в сутінках

Крайстчерчська ратуша виконавських мистецтв була розроблена для представлення широкого спектру заходів, включаючи оркестрові концерти та сольні концерти, оперу, балет і драматичні постановки, музичну комедію, естраду, фольклорні, рок і джазові концерти, конгреси та конференції. Вона була розроблена сером Майлзом Ворреном і Морісом Махоні з Warren and Mahoney Architects за акустичної допомоги професора Гарольда Маршалла.

Фронтальний вигляд ратуші Крайстчерча в серпні 2019 року

## Пошкодження від землетрусу
Ратушу було закрито внаслідок значного збитку, спричиненого землетрусом у Крайстчерчі в лютому 2011 року внаслідок розрідження та пов’язаного з цим бічного розповсюдження ґрунту до річки Ейвон. У червні 2011 року проводилася експертиза будівлі для визначення розміру пошкоджень.  У жовтні 2012 року у звіті персоналу рекомендовано зберегти лише головну аудиторію, а решту будівлі знести.
22 листопада 2012 року радники Крайстчерча одноголосно проголосували за його реконструкцію вартістю 127,5 доларів США. мільйонів, лише 68,9 дол мільйон з яких буде покрито страхуванням. Проте міністр з питань землетрусів Джеррі Браунлі може накласти вето на план.  У серпні 2013 року працівники міської ради представили міським радам чотири варіанти, згідно з якими будівля залишилася б вартістю близько 125 мільйонів новозеландських доларів.  

### Реставрація
11 червня 2015 року міська рада Крайстчерча підтвердила рішення щодо продовження ремонту Крайстчерчської ратуші. Роботи розпочато в листопаді 2015 року з фундаментів, які будуть замінені; нові бетонні колони будуть встановлені в землю, щоб підтримувати та стабілізувати будівлю. Проект також додасть покращення дизайну ратуші – наприклад, театр Джеймса Хея, головну аудиторію та ресторан буде змінено, щоб виправити проблеми, наявні в оригінальному плануванні. 